# División territorial de España en 1833

Mapa de la división provincial y regional de España en 1833.

La división territorial de España en 1833 fue la organización territorial de España en provincias, que es la que sin apenas cambios —con la única excepción de Canarias, que originalmente constituía una sola provincia— sigue existiendo en la actualidad. Fue obra del absolutista «reformista» Javier de Burgos nombrado el 21 de octubre de 1833, solo tres semanas después de la muerte del rey Fernando VII y bajo la regencia de María Cristina de Borbón, secretario del Despacho al frente del recién creado Ministerio de Fomento General del Reino, y que formaba parte del Gobierno encabezado por el también absolutista «reformista» Francisco Cea Bermúdez. La división provincial fue aprobada mediante un decreto de 30 de noviembre de 1833 y supuso una «racionalización que facilitaría posteriores medidas administrativas, posibilitaría la formación de los censos de población y los de riqueza territorial, y la configuración del mercado nacional».

## Contexto histórico
Tras la muerte de Fernando VII el 29 de septiembre de 1833, la jefatura del Estado fue ejercida por la regente María Cristina de Borbón, en nombre de su hija Isabel de tres años de edad. Los partidarios del hermano del rey Carlos María Isidro no la reconocieron como reina, lo que dio inicio a la primera guerra carlista. El Gobierno de Francisco Cea Bermúdez emprendió una reforma de gran envergadura: la división de España en provincias y regiones (división referida únicamente al territorio de la «península e islas adyacentes»).
Mediante una simple circular, en noviembre de 1833, su secretario de Estado de Fomento, Javier de Burgos, delimitó un Estado centralizado, dividido en 49 provincias y 15 regiones. Las provincias recibieron el nombre de sus capitales (excepto cuatro de ellas, que conservaron sus antiguas denominaciones: Navarra, con capital en Pamplona, Álava en Vitoria, Guipúzcoa en San Sebastián y Vizcaya en Bilbao).
El proyecto de Javier de Burgos es prácticamente el mismo que el proyecto de 1822, pero sin las provincias de Calatayud, Vierzo y Játiva; además, otras provincias cambian de nombre al cambiar de capital.

Con todo a Don Javier de Burgos corresponde más el mérito de haber emprendido, dirigido y elaborado una nueva división provincial de España el valor y la voluntad política de haber puesto en vigencia una división anterior como la de 1822 con los retoques y modificaciones que creyó oportunos.
Martínez Díez, Gonzalo, Génesis histórica de la provincia de Burgos y sus divisiones administrativas, Aldecoa, Burgos, 1983. ISBN 84-7009-214-6

## División provincial y regional
La división territorial de Javier de Burgos de 1833 incluía 49 provincias. El detalle de 43 de dichas provincias se hacía aludiendo a su pertenencia a 11 regiones que aparecían nombradas por orden alfabético, en tanto que las 6 provincias restantes de: Canarias, Palma de Mallorca, Navarra, Álava, Guipúzcoa y Vizcaya fueron listadas de manera independiente a región alguna y sólo en las décadas posteriores a la entrada en vigor del decreto pasarían a ser consideradas a nivel práctico también como regiones (de carácter uniprovincial en el caso de Canarias, Baleares y Navarra; de carácter pluriprovincial en el caso de Vascongadas agrupando a las provincias de Álava, Guipúzcoa y Vizcaya), elevando el número total de regiones a 15.[cita requerida]
De esta manera, el decreto de Javier de Burgos adscribía, de forma intencionada, un nivel superior al provincial, al hacer referencia expresa de varias provincias a un ente definido, con independencia de si a tal ente supraprovincial se le atribuían, en tal momento o en momentos posteriores, o no funciones administrativas.[cita requerida]
Tal situación jurídica, como Regiones de España, se mantuvo con la Constitución Española de 1931, dando paso ya a su constitucionalización y, por tanto, prosiguen como tales regiones constitucionales a lo largo del proceso histórico subsiguiente.

El territorio español en la Península e Islas adyacentes queda desde ahora dividido en cuarenta y nueve provincias que tomarán el nombre de sus capitales respectivas excepto las de Navarra, Álava, Guipúzcoa y Vizcaya, que conservan sus actuales denominaciones.
Fuente: Real Decreto de 30 de noviembre de 1833

Los cuatro reinos de Andalucía.

- La Andalucía, que comprende los reinos de Córdoba, Jaén y Sevilla, al que se sumará el reino de Granada para dividir las ocho provincias actuales: Almería, Cádiz, Córdoba, Granada, Huelva, Jaén, Málaga y Sevilla. Ceuta era parte de la provincia de Cádiz, mientras Melilla parte de la provincia de Málaga.
- El reino de Aragón se divide en tres provincias: Huesca, Teruel y Zaragoza.
- El principado de Asturias forma la provincia de Oviedo.
- Castilla la Nueva continúa dividida en las cinco provincias: Ciudad Real, Cuenca, Guadalajara, Madrid y Toledo.
- Castilla la Vieja: Ávila, Burgos, Logroño, Palencia, Santander, Segovia, Soria y Valladolid.
- Cataluña: Barcelona, Gerona, Lérida y Tarragona.
- Extremadura: Badajoz y Cáceres.
- El reino de Galicia en las provincias de: La Coruña, Lugo, Orense y Pontevedra.
- El reino de León se divide en las provincias de  León, Salamanca y Zamora (como Región de León).
- El reino de Murcia se divide en las provincias de  Albacete y Murcia.
- El reino de Valencia en las provincias de: Alicante, Castellón, y Valencia.
- Pamplona es la capital de la provincia de Navarra.
- Vitoria, Bilbao y San Sebastián son las capitales de las provincias de Álava, Vizcaya y Guipúzcoa, llamadas Provincias Vascongadas.
- Palma de Mallorca es la capital de las Islas Baleares.
- Santa Cruz de Tenerife es la capital de las Islas Canarias.

Además del propuesto de 1822, el modelo de Javier de Burgos eran los departamentos franceses, y si bien muchas de las decisiones de límites y adscripciones a provincias pudieron parecer arbitrarias (de acuerdo a criterios históricos y geográficos), no lo fueron tanto, puesto que seguían ciertos criterios «racionales»: extensión (desde el punto más alejado de la provincia debería poder llegarse a la capital en un día), población (las provincias deberían tener una población entre 100.000 y 400.000 habitantes) y coherencia geográfica. A la cabeza de cada provincia, el Gobierno designaría un representante, que ostentaría el título de «jefe político».
Entre los diputados a Cortes existió un amplio sector que abogaba por erradicar el entonces llamado provincialismo. Para ello apostaron por que las provincias no fueran denominadas con nombres históricos como solicitaba la Diputación de Santander tratando de recuperar el nombre de «provincia de Cantabria» desde 1821. Lo mismo sucedió en La Rioja, ya que si bien la comisión de división del territorio español y las cortes acordaron en 1821 que la provincia conservara su nombre tradicional de «Rioja» —que ya tenía desde muy antiguo— recibió finalmente la denominación de su capital, Logroño. También Asturias adoptaría el nombre de su sede administrativa, Oviedo. Dichos apelativos de Asturias y La Rioja se contemplaron en un principio, pero fueron suprimidos en algún momento de la tramitación del proyecto de división provincial y sustituidos por los de sus capitales, manteniéndose únicamente los de las provincias forales de Vascongadas y Navarra y las de los archipiélagos. Se hicieron menos concesiones a la historia, ya que persistieron muy pocos enclaves; los más destacados son el Rincón de Ademuz (provincia de Valencia) y el enclave de Treviño (provincia de Burgos). Además, obviando las reivindicaciones provinciales de Calatayud y Alcañiz.
"Esta división provincial y regional de España se consolida e inserta en los Pueblos de España, en la base de sus ciudadanos y cristaliza plenamente, hasta llegar a las realidades sociales, en nuestros días, de las referencias en la Constitución de 1931 y Constitución de 1978", en expresión de Francisco Iglesias Carreño, ya que inmediatamente se dota a las capitales de provincias de las instituciones de gobierno básicas, creándose al tiempo los jefes políticos (los futuros gobernadores civiles, hoy delegados y subdelegados del Gobierno). Además, la división provincial será el soporte para todas las ramas de la Administración, y las futuras divisiones. Todos los ayuntamientos, y su alfoz, deben estar íntegramente dentro de una provincia. Poco después están perfectamente delimitadas todas las provincias, con los enclaves correspondientes.
En 1834 se dividen las provincias en partidos judiciales, y para ello se tienen en cuenta los límites provinciales. En los partidos judiciales se pondrán los juzgados de primera instancia e instrucción, que más tarde serían la base para los distritos electorales y la contribución. En 1868 existían 463 partidos judiciales y unos 8000 municipios. En las elecciones municipales de 1999 había 8.037 ayuntamientos, algunos no tenían más de 10 años.
Estas provincias y regiones son asumidas tanto por la Primera República española de 1873, como por la Segunda República española de 1931, por la dictadura de Francisco Franco de 1939 y por la monarquía constitucional de 1978. Y aunque el proyecto constitucional de 1873 no las respaldaba, las otras dos constituciones (1931 y 1978) sí que lo hacían y además llegó a estar en vigor todo su articulado (art 2).

## Modificaciones posteriores
Desde entonces, esta división ha sufrido retoques mínimos: algunas modificaciones de límites y denominación y el cambio de nombre de jefe político, primero a gobernador civil y, posteriormente, a subdelegado del gobierno.

### SigloXIX
- En 1834 por Real Orden de 16 de abril, tras el rechazo producido en los ayuntamientos del Bajo Aragón a la demarcación del límite entre las provincias de Zaragoza y Teruel establecida en la división provincial de 1833, el partido judicial de Caspe, que había sido asignada inicialmente a la provincia de Teruel, fue incorporada a la de Zaragoza; en tanto que el partido judicial de Calamocha, que la división de 1833 había asignado a la provincia de Zaragoza, fue traspasada a la de Teruel.
- Por Real Orden de 9 de septiembre de 1836 se amplía Valencia a costa de Alicante y esta última a costa de Albacete (Villena) y Murcia (Sax).[20]
- En 1842, el municipio de Aranjuez es segregado de la provincia de Toledo e incorporado a Madrid.
- Entre 1844 y 1854, la capital de Guipúzcoa pasó de San Sebastián a Tolosa.[21]
- En 1845, el condado de Oñate se incorpora a Guipúzcoa.
- Por Real Orden de 24 de marzo de 1846 se rectificaron los límites entre Ciudad Real y Albacete, con la incorporación de Villarrobledo a esta última.[20]
- Por Real Orden de 25 de junio de 1851 Requena y Utiel pasan de Cuenca a Valencia.[22]

### SigloXX
- En 1927 se efectúa la división de la provincia de Canarias, que según el Real Decreto de 10 de noviembre de 1833 debía llamarse Santa Cruz de Tenerife,[23][24] en las dos provincias actuales. (R.D. n.º 1586 de 21 de septiembre) Las Palmas y Santa Cruz de Tenerife. Esta es la modificación más importante, ya que aumenta las provincias a 50.
- En 1973 el municipio de San Quirce de Riopisuerga pasa de la provincia de Burgos a la de Palencia, desaparece como municipio, se incorpora al municipio de Alar del Rey y se adhiere como división administrativa del municipio de Alar del Rey.[25]
- En 1978 Castilla y León se constituye como preautonomía y se compone de nueve provincias: Ávila, Burgos, León, Palencia, Salamanca, Segovia, Soria, Valladolid y Zamora. Adquiriendo su estatus de comunidad autónoma en 1983.
- En 1979 por el Real Decreto de 27 de abril (Real Decreto 2.508/1978, de 20 de septiembre), se incorporó el municipio de San Llorente de la Vega, hasta entonces en la provincia de Palencia, al de Melgar de Fernamental en la provincia de Burgos, provocando así el consiguiente cambio de límites provinciales.[26]
- En 1980 se cambia de denominación provincia de Logroño por la de provincia de La Rioja.[27][28]
- En 1982, la provincia de La Rioja se convierte en comunidad autónoma de La Rioja lo que no hace que desaparezca la provincia, aunque sí su diputación provincial por ser comunidad uniprovincial.
- En 1982, como parte de la transformación en comunidad autónoma, se modifica la denominación de la provincia de Santander por la de provincia de Cantabria.[29]
- En 1982, la Región de Murcia pasa a ser uniprovincial, porque la provincia de Albacete se convierte en una provincia castellano-manchega.
- En 1982, el 10 de agosto, las Cortes Generales aprueban el Estatuto de Autonomía de Castilla-La Mancha, que se compone de las siguientes provincias: Albacete, Ciudad Real, Cuenca, Guadalajara y Toledo.
- En 1983 se cambia la denominación de la provincia de Oviedo por la de provincia de Asturias.[30]
- En 1986 se aprueba la ley que permite el cambio de denominación de las provincias.
- En 1992, las provincias de Gerona y Lérida modifican su denominación oficial por los nombres de Girona y Lleida.[31] Esto implicó el cambio de las letras identificativas de la placa de matrícula en Gerona pasando de ser GE a ser GI.[32]
- El 13 de marzo de 1995 Ceuta y Melilla se convirtieron en ciudades autónomas. Ceuta dejó de pertenecer a la provincia de Cádiz y Melilla dejó de pertenecer a la provincia de Málaga.[33]
- En diciembre de 1995, el municipio de Gátova pasa de la provincia de Castellón a la de Valencia.[34]
- En 1997, la provincia de las Islas Baleares modifica su denominación oficial por el de Illes Balears.[35] Del mismo modo la placa de matrícula quedó modificada cambiando las siglas PM por IB.[36]
- En 1998 se modificó la denominación oficial de las provincias de La Coruña y Orense por los nombres de A Coruña y Ourense.[37] La matrícula de Orense cambió de OR a OU.[38]

### SigloXXI
- En 2011 se modificó la denominación oficial de las provincias de Álava, Guipúzcoa y Vizcaya por las de Araba/Álava, Gipuzkoa y Bizkaia.[39]

Las provincias definidas en 1833 siguen siendo, de acuerdo con la Constitución Española de 1978, piezas básicas de la organización territorial de España (artículo 141), base de las circunscripciones electorales (artículo 68) y las unidades de las que se componen las comunidades autónomas (artículo 143). El Estatuto de Autonomía de Cataluña, cuya entrada en vigor fue en agosto de 2006, obvia la división provincial, considerando una división en siete veguerías. No se prevé que tal división modifique la división provincial vigente para los cometidos del Estado a fin de no alterar, por ejemplo, el número de senadores o de diputados que Cataluña aporta a las Cortes Generales.